# Happyland (série télévisée)
Happyland est une série télévisée américaine en huit épisodes de 22 minutes créée par Ben Epstein et diffusée entre le 30 septembre et le 18 novembre 2014 sur MTV.
Cette série est inédite dans tous les pays francophones.

## Synopsis
Lucy Velez travaille avec sa mère dans un parc d'attraction nommé "Happyland".
Et alors qu'elle souhaite explorer le monde en dehors du parc elle fait la connaissance d'un jeune homme : Ian Chandler.

## Distribution

### Acteurs principaux
- Bianca A. Santos : Lucy Velez
- Camille Guaty : Elena Velez
- Shane Harper : Ian Chandler
- Ryan Rottman : Theodore « Theo » Chandler
- Katherine McNamara : Harper Munroe
- Cameron Moulène : Will Armstrong

### Acteurs récurrents
- Brady Smith (en) : James Chandler
- Chris Sheffield : Noah Watson
- Josh Groban : « Dirty » Dave
- Danielle Bisutti (en) : Margot Chandler

## Production
Le 8 janvier 2015, la série est annulée, faute d'audiences satisfaisantes.

## Épisodes
1. Titre français inconnu (Pilot)
2. Titre français inconnu (Price of Admission)
3. Titre français inconnu (Never Break Character)
4. Titre français inconnu (Park Maintenance)
5. Titre français inconnu (Repeated Infractions)
6. Titre français inconnu (Disorderly Conduct)
7. Titre français inconnu (Leave of Absence)
8. Titre français inconnu (Your Happyland Family)

## Audiences
L'épisode 2 a réalisé la meilleure audience avec un peu plus de 430 000 téléspectateurs.
L'épisode 4 a réalisé la pire audience avec un peu moins de 270 000 téléspectateurs.